# Marmaraszen
Marmaraszen – wieś w Armenii, w prowincji Ararat. W 2011 roku liczyła 2871 mieszkańców.